# Philippe Lazare
Philippe Lazare est un dirigeant d’entreprise français, né le 30 octobre 1956. Il était président-directeur général d’Ingenico, groupe international leader des solutions de paiement, depuis janvier 2010.

## Biographie

### Formation
Il est architecte DPLG, diplômé de l’École supérieure d’architecture de Paris-La Défense.

### Carrière
Nommé directeur général de la société Ingenico le 17 juillet 2007 dont il était administrateur depuis 2005, il en est devenu président-directeur général, par décision du conseil d’administration le 20 janvier 2010.

## Reconnaissance
En décembre 2012, le magazine Challenges le classe numéro un du Top 10 des patrons les plus performants (hors sociétés du CAC40). 
En juin 2013, Philippe Lazare est classé numéro deux du palmarès européen Extel relatif au secteur  « Télécom/IT/hardware ». Ce sondage, qui a été réalisé entre mars et mai 2013 auprès de gérants et d’analystes financiers, permet de mesurer la qualité de la communication financière des groupes européens cotés.

## Intérêts
Philippe Lazare participe régulièrement à la promotion de la culture de l’innovation en entreprise à travers des conférences (conférences MEDEF, Rencontres économiques d’Aix-en-Provence).
À l’occasion de ces conférences, il présente l’importance de l’innovation pour des groupes soumis à une forte concurrence internationale et opérant sur des secteurs en pleine mutation.

## Distinction
- Chevalier de la Légion d'honneur.